# Гедеон Буркхард
Гедеон Буркхард (на немски: Gedeon Burkhard) е немски телевизионен и филмов актьор. Участвал е в много филми и сериали из цяла Европа и в САЩ, но е може би най-добре запомнен с ролята си на Александър Брандтнер в австрийския сериал Комисар Рекс. Този сериал е излъчван из целия свят.

## Живот и кариера
Буркхард е роден в Мюнхен, Германия и е син на немската актриса Елизабет ван Моло, както и правнук на албанския актьор Александър Моиси. Гедеон Буркхард е изпратен да учи в Англия. През 1979 той се снима в немския филм Blut und Ehre и така започва актьорската му кариера. Негов ментор е баща му, Волфганг Буркхард.
През 1990-те той живеее в САЩ и участва в няколко продукции без голям успех. По това време той се жени в Лас Вегас, но се развежда само 4 месеца по-късно. След това той се премества във Виена за Комисар Рекс. След повече от 5 години той се мести в Берлин по работни причини.
Гедеон Буркхард има една дъщеря Джоя. До ноември 2007 работи в Кьолн по сериала Кобра 11, където играе главна роля като детектив Крис Ритер. След това се завръща в Берлин, за да бъде близо до дъщеря си и да работи по нови проекти. Той казва: „За момента отново ще се посветя изцяло на моя артистичен живот в Берлин“. Той има нова роля във филма на Куентин Тарантино Inglourious Bastards. След февруари 2009 се снима в германския ТВ филм So ein Schlamassel.

## Филмография
- Tante Maria (1981) (TV)
- Und ab geht die Post (1981) (TV)
- Blut und Ehre: Jugend unter Hitler (aka Blood and Honor: Youth Under Hitler (USA)) (1982) (TV)
- "Nordlichter: Geschichten zwischen Watt und Wellen" (1983) TV Series
- Passagier – Welcome to Germany, Der (aka The Passenger – Welcome to Germany, aka Welcome to Germany (USA)) (1988)
- Fahnder, Der: Hendriks Alleingang (1988) TV Episode
- Forsthaus Falkenau: Frühlingsföhn (1989) TV Episode (as Gedeon Burkhart) & Ein neuer Anfang (1989) TV Episode (as Gedeon Burkhart)
- Zwei Frauen (aka Silence Like Glass (USA)) (1989)
- Šípková Ruženka (aka Sleeping Beauty (Europe: English title)) (1990).
- Sekt oder Selters (1990) TV Series
- The New Adventures of Black Beauty (1990) TV Series
- "Náhrdelník" (aka The Necklace (Europe: English title)) (1992) TV Series
- Kleine Haie (aka Acting It Out, aka Little Sharks) (1992)
- Sommerliebe (1993) (TV)
- Mein Mann ist mein Hobby (1993) (TV)
- Abgeschminkt! (aka Making Up! (USA)) (1993)
- Piovra 7, La (1994) (mini) TV Series
- Affären (1994)
- Verliebt, verlobt, verheiratet (1994) TV Series
- "König, Der": Tod eines Schmetterlings (1994) TV Episode
- "Fall für zwei, Ein": Kleiner Bruder (1995) TV Episode
- Magenta (1996)
- Wem gehört Tobias? (aka In the Wrong Hands (USA)) (1996)
- SOKO 5113: Polterabend (1996) TV Episode
- Polizeiruf 110 – Die Gazelle (1996) (TV)
- 2 Männer, 2 Frauen – 4 Probleme!? (aka Four for Venice, aka Two Women, Two Men (USA)) (1998)
- The Brylcreem Boys (1998)
- Gefährliche Lust – Ein Mann in Versuchung (1998) (TV)
- "Kommissar Rex" (aka Inspector Rex (Australia), aka Rex: A Cop's Best Friend (UK)) (1998-2001)
- Superfire (2002) (TV)
- Zwei Affären und eine Hochzeit (2002) (TV)
- We'll Meet Again (2002) (TV)
- Yu (2003)
- Bisschen Haushalt, Das (2003) (TV)
- Wunschbaum, Der (2004) (mini) TV Series
- Vater meines Sohnes, Der (2004) (TV)
- Utta Danella – Eine Liebe in Venedig (2005) (TV)
- The Tube (2005) (TV)
- SOKO Leipzig: Die Moorleiche (2005) TV Episode
- Goldene Zeiten (2006) – Misha Hahn
- Letzte Zug, Der (2006) (premiere 9.11.2006) – Henry Neumann
- Alarm für Cobra 11 (2006/2007) (TV) – Chris Ritter
- Märzmelodie(2007)(movie) – Florian
- Inglourious Basterds (2008) (USA movie) – Sergant Wilhelm Wicki
- So ein Schlamassel (2009) German TVFilm – Patrick Silberschatz